# 船厂桥

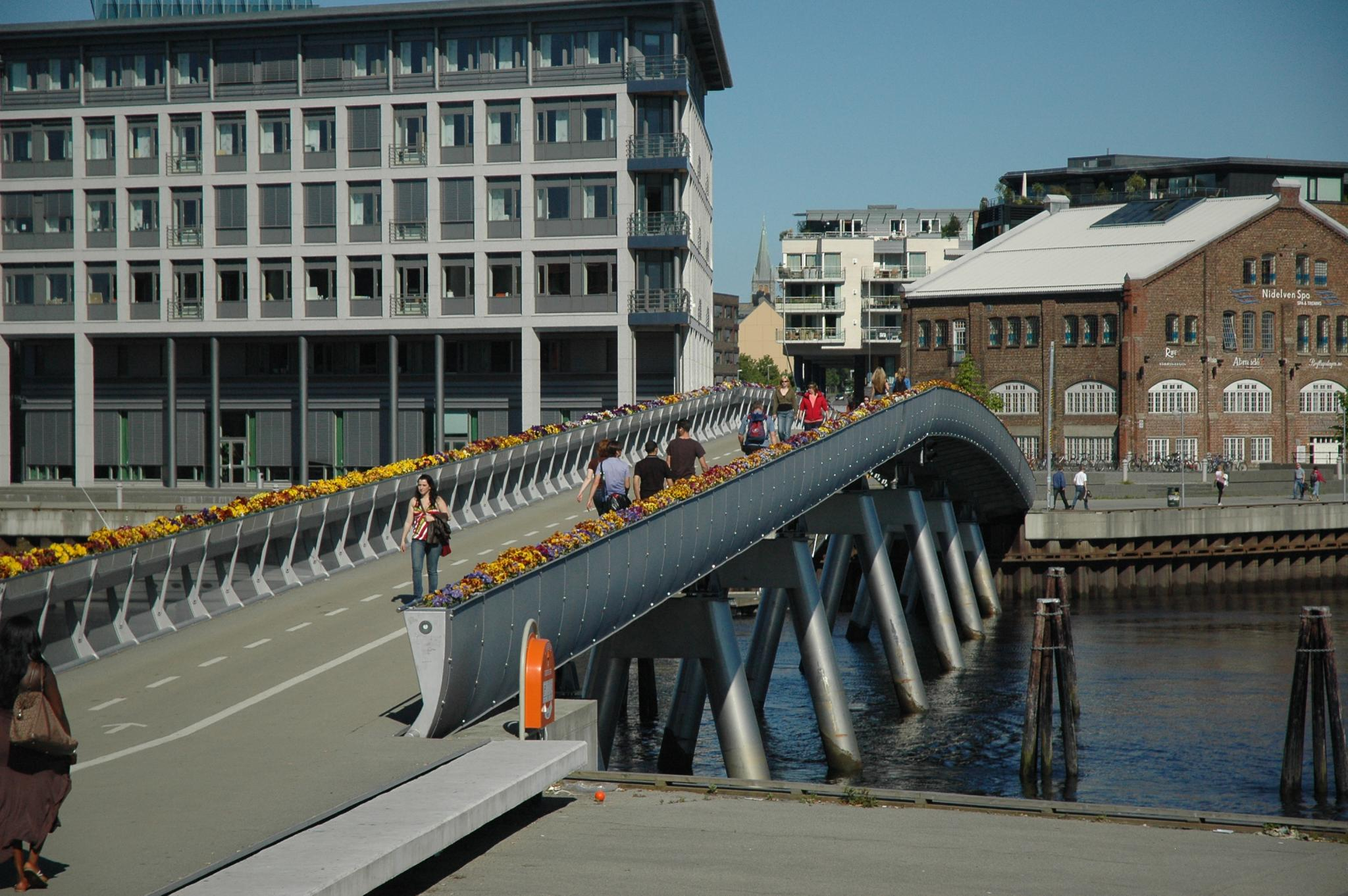

船厂桥（挪威语 "Verftsbrua"），又名花桥（"Blomsterbrua"），是挪威北部城市特隆赫姆的一座桥梁。这座桥建于2003年，横跨125米宽的海湾。其名称“船厂桥”来自附近的造船厂，而“花桥”的名称则是由于桥上覆盖了许多不同种类的鲜花。 
船厂桥主要用于步行和骑单车，每天有超过5000人使用。修建该桥，是为了人们可以不需绕远道，而直达市中心。6米高的船只可以通过该桥，通道宽度为4.5 米。该桥是伸缩桥，可以打开，让更高的船只通过。 
63°26′07″N 10°24′27″E / 63.43528°N 10.40750°E